# Crazy Boat
Crazy Boat è stato un programma televisivo italiano, trasmesso da Rai 2 nella prima serata del mercoledì, per 9 puntate dal 2 luglio al 27 agosto 1986, per la regia di Romolo Siena.

## La trasmissione
Scritto da Gustavo Verde, Ferruccio Fantone e dallo stesso Romolo Siena, si trattava di una originale fusione di varietà tradizionale, sitcom e commedia musicale. Il programma, ambientato in una nave da crociera, vedeva come protagonisti Carlo Dapporto nei panni del comandante della nave e Ivana Monti in quelli di Adalgisa, insoddisfatta moglie di un ricco commerciante. A fare da contorno un cast fisso che includeva tra gli altri Maurizio Merli (il divo del cinema in vacanza), Gianni Nazzaro (il cantante del night di bordo), Toni Ucci (il salumiere), Enzo Cannavale, Marisa Merlini, Gastone Pescucci, Gigi Bonos, Fabio Grossi, Gena Gas, Maura Magi (l'attrice), Enzo Monteduro e Lauro Giacomelli.
Secondo il critico televisivo Ugo Buzzolan lo show voleva richiamare Drive In ma "innestando siparietti folli e bellezze procaci nell'Impianto della più tradizionale rivista Anni 50".
Le musiche dello show erano di Bruno Canfora.